# Jean-Luc Vernal
Pour les articles homonymes, voir Vernal (homonymie).
Jean-Luc Vernal, de son vrai nom Jean-Luc Vankerkhove, né le 23 septembre 1944 à Bruxelles (province de Brabant) et mort le 15 janvier 2017, est un scénariste de bande dessinée, rédacteur en chef, journaliste et poète belge, également connu sous le pseudonyme de Laymilie.

## Biographie
Jean-Luc Vankerkhove naît le 23 septembre 1944 à Bruxelles. À l'âge de 5 ans, son père, le chroniqueur Jean Francis, en fait le protagoniste d'un reportage chez Hergé.
Vernal commence sa carrière dans les années 1960 en éditant des livres d'entretiens avec des hommes politiques belges comme Guy Spitaels et des recueils de poésie de Pierre della Faille.
En 1967, après avoir écrit deux courts récits historiques dans Tintin pour les époux Liliane et Fred Funcken, il commence à scénariser Jugurtha, pour Hermann. Ces premiers scénarios sont signés du pseudonyme de Laymilie.
Passionné par l'histoire en général, Vernal a pour périodes de prédilection l'Antiquité, le Haut Moyen Âge en Europe et au Japon et la conquête des Amériques par les Espagnols. Il apprécie aussi l'heroic fantasy et envisage alors de populariser ces genres peu exploités au Lombard.
En 1972, il crée le Manhattan News puis le Journal de Bruxelles avec Claude Renard, le journaliste Jean-Louis Lechat et le graphiste Jacques Kievits. Il revient à la bande dessinée en 1976 avec Franz, puis crée Ian Kalédine pour Ferry. En 1977, il retrouve Jacques Kievits à l'hebdomadaire Spécial et dirige la rubrique culturelle Notre temps jusqu'en 1979.
À partir de 1979, Vernal devient rédacteur en chef de Tintin, jusqu'à la fin de sa parution, en 1988. Selon Daniel Couvreur, chef du service culture du journal Le Soir : « Sous son aile, de nombreux auteurs prendront leur envol comme Andreas (Rork), Delaby (Murena), Marvano (Dallas Barr), Vrancken (IR$), Carin (Victor Sackville)… »
Vernal continue à écrire des scénarios, comme pour Tetfol avec Éric, une série médiévale dans laquelle il mêle « [...] la grande histoire à une imagination fertile mais toujours soucieuse de créer des univers historiquement vraisemblables ». Il est également le scénariste de plusieurs récits historiques à vocation didactique, dans la continuité de ce qui se faisait auparavant dans Tintin, et aborde aussi la bande dessinée humoristique avec la série Brelan de dames, dessinée par Renaud Denauw.
Le 29 septembre 1988, Tintin cesse de paraître, les ayants droit d'Hergé, détenteurs du nom de Tintin, ayant décidé de lancer un nouveau journal sans Le Lombard, Tintin reporter, qui disparaît au bout de quelques mois faute de succès. Vernal demeure toutefois rédacteur en chef de Kuifje, édition néerlandaise de Tintin qui continue à paraître.
En 1989, Vernal devient rédacteur en chef de Hello Bédé, éphémère successeur de Tintin édité par Le Lombard jusqu'en 1993. Il cherche de nouveaux personnages et contacte entre autres Walli et Bom, qui avaient repris Modeste et Pompon dans Tintin en 1980 et lui proposent la série Gil Sinclair. Vernal quitte son poste en 1991, sous la poussée d’une partie des dessinateurs de l'hebdomadaire, et est remplacé par Yves Sente.
Selon Henri Filippini, qui écrit sur BDzoom : « Arrivé à la tête de l’hebdomadaire Tintin alors que ses ventes étaient en chute libre, comme celles de ses confrères, que la nouvelle BD plus adulte chassait les albums jeunesse, Jean-Luc Vernal a fait ce qu’il a pu au cœur de cette tourmente que connaissait alors la presse pour les jeunes. »
Vernal redevient journaliste à partir de 1992 à l'agence de presse Belga où il occupe différentes affectations : secteur international et Europe (1992-1994), politique belge (1995-1997), économie belge et internationale (1997-1999).
En 1995, il écrit un dernier épisode de Jugurtha, dessiné par Michel Suro et publié aux éditions Soleil. Il abandonne ensuite l’écriture de scénarios pour s’adonner tantôt à la poésie, qu'il publie sur un blog, tantôt au journalisme en tant que rédacteur en chef du mensuel ucclois Wolvendael.
De 1999 à 2004, il est porte-parole du groupe Proximus, puis y  occupe un poste managérial jusqu'en 2007.

## Décès
À la mi-décembre 2016, Jean-Luc Vernal subit un accident vasculaire cérébral. Il meurt le 15 janvier 2017, à l'âge de 72 ans,.

## Œuvres en bande dessinée

### One shots
- Les Conquérants du Mexique, dessin : Jean Torton, Le Lombard, coll. « Histoires de l'histoire », 1981 [25].

- Guerrero La flèche et le feu, Le Lombard coll. « Histoires de l'histoire », 1991  (ISBN 2-8036-0917-7)
- Bran - Légende née des tourbillons des vents du Nord[26], dessin : Philippe Delaby, Le Lombard 1993  (ISBN 2-8036-1025-6)
- 57. Torton / Vernal, Éditions Hibou, coll. « Les Meilleurs récits de... », Bruxelles, décembre 2019
Scénario : Jean-Luc Vernal, Jean Torton - Dessin et couleurs : Jean Torton -  (ISBN 978-2-87453-132-3)

## Œuvres poétiques
- Brûlures[12] (1964)
- Pipe de sommeil, Jean-Luc Van Kerckhove , Eugène Samain (Ill.), Bruxelles, Éditions de l'Occident, 1967 (OCLC 901640378).

### Collectif
- L'Aventure du journal Tintin - 40 ans de bande dessinée[27], Le Lombard, Bruxelles, novembre 1986
Scénario : collectif dont Jean-Luc Vernal - Dessin et couleurs : collectif -  (ISBN 2-8036-0574-0),Participation : Cranach de Morganloup , Ian Kalédine.

#### Livres
: document utilisé comme source pour la rédaction de cet article.
- Jean Van Hamme, Introduction à la bande dessinée belge, Bruxelles, Bibliothèque royale de Belgique, 1968, 80 p., ill. ; 26 cm (lire en ligne), p. 32[catalogue] publié à l'occasion de l'exposition La bande dessinée en Belgique, Bibliothèque Albert Ier, [Bruxelles], du 29 juin au 25 août 1968.
- Jean-Louis Lechat, Un demi-siècle d’aventures t. 2 : 1970 - 1996, Bruxelles, Le Lombard, 5 décembre 1996, 224 p., ill. ; 31 cm (ISBN 280361233X, OCLC 37995939, BNF 37539082, présentation en ligne), p. 14, 49, 52, 55, 58, 74, 78, 80, 86, 88, 89, 90, 94, 95, 97, 98, 113, 117, 120, 122, 127, 130, 135, 142, 143, 151, 156, 162, 163, 176. .
- Jean Pirotte (dir.) et Luc Courtois, Du régional à l'universel. : L'imaginaire wallon dans la bande dessinée., Louvain-la-Neuve, Fondation wallonne Pierre-Marie et Jean-François Humblet, 1999, 310 p. (ISBN 978-2-9600072-3-7 et 2960007239, OCLC 1075833932), p. 255 lire sur Google Livres
- Patrick Gaumer, « Vernal, Jean-Luc », dans Dictionnaire mondial de la BD, Paris, Larousse, 2010, 953 p., ill. ; 27 cm (ISBN 978-2-0358-4331-9 et 2-0358-4331-6, OCLC 920924930, présentation en ligne), p. 897. .
- (nl) Ronald Grossey, Bob De Moor : de klare lijn en de golven : een biografie, Antwerpen, Uitgeverij Vrijdag, 2013, 479 p., ill. ; 24,1 cm (ISBN 978-94-600-1242-6, OCLC 1291173210, présentation en ligne).

#### Périodique
- Jean-Luc Vernal (interviewé par Muriel Beullens), « Une interview de Jean-Luc Vernal : Le prince et la fée », Halloween, no 3,‎ avril 1986.